# Gorenje Ponikve
Gorenje Ponikve so naselje v občini Trebnje.
Gorenje Ponikve so gručasta vas jugovzhodno od Trebnjega, na desnem bregu Temenice ob železniški progi Trebnje – Novo mesto. Hiše se vzpenjajo po hribu navzgor. Na vzhodni strani je hrib Sveta Ana (407 m), na jugozahodu Trebni vrh (581 m) in Repški hrib (506 m). Pol kilometra jugovzhodno od vasi ponika Temenica, jugozahodno od ponorov pa visoke poplavne vode poplavijo travnike in nekatere njive. V bližini je mnogo vrtač in manjših podzemnih jam, pogosti pa so tudi ugrezi. Vaške njive so Pri jami, Pri pesku, Na hribu, V goricah, Klinka in Reber, na pobočjih okoliških hribov pa gozdovi Podlaze, Pri travnikih, Stare Laze, Apnenca, Leščevje in Gmajna. Ob Temenici je nekdaj deloval Zakrajškov mlin na vodni in električni pogon ter žaga, ki je bila po 2. svetovni vojni opuščena. V bližini vasi so sledovi pridobivanja železove rude v preteklosti.